# الکتریسیته تماسی
الکتریسیته تماسی به فرآیندی گفته می‌شود که در آن بر اثر تماس فیزیکی دو مادهٔ ناهمجنس، بین آن‌ها جابجایی بار الکتریکی رخ می‌دهد. این جابجایی بار اغلب، و نه همیشه، به گونه‌ای است که جسم دارای ثابت دی‌الکتریک بیشتر، بار الکتریکی مثبت پیدا می‌کند. این پدیده در زندگی روزمره بسیار رایج است. همهٔ مواد را می‌توان از راه تماس باردار نمود. میزان تبادل بار به عوامل گوناگونی بستگی خواهد داشت از جمله:
- مساحت تماس
- سرعت تماس و جداشدن
- نسبت ثابت‌های دی‌الکتریکی دو ماده
- دمای محیط
- دمای مواد
- رطوبت نسبی
- مقاومت سطحی و حجمی مواد
- تابع کار دو ماده (کار لازم برای جداکردن یک الکترون از ماده و انتقال آن به نقطه‌ای خارج از ماده و در نزدیکی سطح آن)

این پدیده در اواخر قرن ۱۸ میلادی و با اختراع دستگاه‌های اندازه‌گیری مورد استفاده در الکترواستاتیک مورد توجه دانشمندان قرار گرفت. بعدها مشخص شد الکتریستهٔ تماسی خود بر اثر پدیده‌های مختلفی مانند اثر ولتا، اثر تریبوالکتریک، تفاوت در تابع کار دو فلز و… پدید می‌آید.
برای مدت‌های عبارت الکتریسیتهٔ مالشی نیز برای اشاره به نوعی از الکتریسیته که بر اثر اصطکاک بین دو ماده پدید می‌آید به می‌رفت و تصور می‌شد که فرایندی متفاوت از الکتریسیتهٔ تماسی است. اما امروزه مشخص شده است که خود اصطکاک اثر جداگانه‌ای در تولید الکتریسته ندارد و تنها اثر آن بالا بردن سطح تماس هنگام ایجاد الکتریستهٔ تماسی است.